# 防撞姿勢
防備姿勢（英語：brace position）、防撞姿勢指的是用以防備即將發生的碰撞所採取的防禦性姿勢。在飛機上，防備姿勢是一種指令，當乘客聽到廣播通知'brace for impact!' 或 'brace! brace!'，表示飛機迫不得已即將緊急降落在陸地上或水上，此時乘客會將身軀向下彎曲並以雙手抱頭，減少待會兒衝擊力道對自身造成的傷害。